# Szegedi Fegyház és Börtön
A Szegedi Fegyház és Börtön (közismert néven „Csillagbörtön”, vagy „Csillag”) büntetés-végrehajtási intézet Csongrád-Csanád vármegye székhelyén, Szegeden.  Költségvetési szerv, jogi személy.
Alaptevékenysége a külön kijelölés által meghatározott körben:
- az előzetes letartóztatással,
- a felnőtt korú férfi elítéltek fegyház és börtön fokozatú szabadságvesztésével,
- a férfi elítéltek életfogytig tartó szabadságvesztésével, továbbá
- az elzárással

összefüggő büntetés-végrehajtási feladatok ellátása.
Felügyeleti szerve a Belügyminisztérium, szakfelügyeletet ellátó szerve a Büntetés-végrehajtás Országos Parancsnoksága.

## Története
- 1785-ben II. József császár a szenci fenyítőházat Szegedre költöztette át, a vár kazamatáiba. A várbörtön 1874-ig működött, a máig létező büntetés-végrehajtási intézet létrehozásáról 1881-ben döntöttek.
- A Szegedi Királyi Kerületi Börtön építését 1883-ban kezdték meg Wagner Gyula műépítész tervei alapján. Alapító okirata szerint 1884-ben létesült, a  rendeltetésének 1885. január 1-jén adták át.
- Az épületkomplexum eredetileg három funkcionális egységből állt: a két épületszárnyból álló törvényszéki fogházból, a büntető-törvényszéki palotából és a kerületi börtönből (ez épült csillag alakban, innen a közismert „Csillagbörtön” elnevezés).
- 1921-ben a rabok foglalkoztatására létrejött az újszegedi bérgazdaság, 1938-ban pedig a nagyfai mezőgazdasági egységben (ma: Nagyfai Országos Büntetés-végrehajtási Intézet) kezdődött meg a munkáltatás.
- A második világháború végén a börtönépületben hadifogolytábor működött.
- 1960 és 1970 között átfogó épület- és épületgépészeti felújítás történt, 1962-ben alagút épül a börtön és az üzemcsarnok között.
- 1986-ban elkészült az ún. „csillag toldalékszárny” (fürdők, foglalkoztató helyiségek), és kiépült a zárt láncú biztonsági rendszer.
- Az átmeneti csoportba helyezettek részére a Dorozsmai úton felépült az ún. „Átmeneti Intézet”, amely 1996-ig üzemelt. Ugyanitt 2002-ben adták át a II. objektumot, az ún. „előzetes börtönt”.
- A Vasasszentpéter utcában 1890-ben államfogház létesült, amely 1945-ig működött, majd az épületében szolgálati lakásokat alakítottak ki. Az  előzetes letartóztatottakat 1952-ig a Széchenyi téri törvényszéki „fiókfogházban” őrizték.
- A második világháború alatt a Béke utcában internálótábor, majd a börtön kezelésében álló „külső katonai fogház” működött 1953-ig.

Az elítéltek foglalkoztatását az intézet mellett működő Nagyfa-Alföld Mezőgazdasági és Vegyesipari Kft. (jogelődje az Alföldi Bútorgyártó Kft.) szolgálja.

## Híres fogvatartottak
A „Csillagban” és az államfogházban egyaránt sok híres és hírhedt személy raboskodott:
- Szálasi Ferenc
- Rákosi Mátyás
- Kun Béla
- Kádár János
- Boi Gyula[1]
- Bene László
- Ember Zoltán
- Balogh Lajos
- Szabó Zoltán
- Magda Marinkó